# 석계운수
석계운수(石溪運輸)는 서울특별시의 마을버스 업체다.

## 연혁
- 1994년 1월 5일 : 회사 설립

## 보유노선
- ● 성북12번: 월곡중학교 ↔ 석계역 (구 성북마을 12번)
- ● 성북13번: 동방주택 ↔ 석계역 (구 성북마을 12-1번)
- ● 성북14-1번: 장월초등학교 ↔ 석계역 (구 성북마을 12-2번)
- ● 성북14-2번: 꿈의숲교회 ↔ 석계역

## 차량

#### KGM커머셜
- KGM C090

#### 현대자동차
- 현대 뉴 카운티
- 현대 카운티 뉴 브리즈
- 현대 그린시티